# Homoneura albanyensis
Homoneura albanyensis är en tvåvingeart som beskrevs av Kim 1994. Homoneura albanyensis ingår i släktet Homoneura och familjen lövflugor. Inga underarter finns listade i Catalogue of Life.